# 藤森雅也
藤森 雅也（ふじもり まさや、1964年11月11日 - ）は、日本の男性アニメーター、キャラクターデザイナー、アニメ演出家、アニメ監督。亜細亜堂所属。大阪府生まれ、三重県名張市出身、埼玉県在住。

## 来歴
中学2年の夏、大阪府東大阪市から三重県名張市に転居。
桔梗が丘中学から上野高校に進学後、大阪芸術大学映像科に進み、卒業する22歳まで同市で過ごす。
1987年、亜細亜堂へ入社。同期には湯浅政明や佐藤竜雄などがいる。1989年に『エスパー魔美』で原画に昇格し、1993年に『寺島町奇譚 ぎんながし』と『忍たま乱太郎』のキャラクターデザインを担当する。
アニメーターとして出発したが、1995年に芝山努から『忍たま乱太郎』第5期の各話絵コンテを任せられたことを機に演出家を目指すようになる。以降は演出家としても活躍しており、『ドラえもん のび太と翼の勇者たち』（2001年）では劇中のレースシーン絵コンテを担当して迫力あるシーンを作り上げ、『ドラえもん のび太のワンニャン時空伝』（2004年）では、クライマックスパートの絵コンテ・演出・作画監督を単独で担当している。
アニメーターをずっとやるつもりだったが、小林治が監督を務める予定だった『おまえうまそうだな』（2010年）で小林からの誘いを受け、同作で監督デビュー。

## 人物
アクションが好きで、『劇場版 FAIRY TAIL 鳳凰の巫女』（2012年）で監督を務めた際に、「アクションが本当に好きで、自分の映画を作るときは、本来アクションが必要ないものでも1シーンでもいいからアクションシーンを作ってやろうと思っちゃいます」と述べている。
また、自身の手がけた作品について語る場面では『絶対少年』（2005年）を挙げており、「自分が手掛けた作品の中でも特に思い出深いのものは『絶対少年』という作品で、オープニングが完成した時はすごく手応えを感じたので、自分の中でつくった中では一番のフィルムです。」と話している。
藤森の作る作品については周辺の人物も高く評価しており、『忍たま乱太郎』第16期-第19期のOPでは、アニメーションプロデューサーの松山竜一郎が「前のOP（16期～）は藤森（雅也）くんが10年流せるものを作るって意気込みで作った物なんですよ。それくらい力を入れたものだったので、おかげさまで評判も良かったんですが次のハードルがやたらと高くなってしまいました」と述べている。

## 主な参加作品

### テレビアニメ
1975年
- まんが日本昔ばなし（ - 1994年、作画）

1979年
- ドラえもん（テレビ朝日版第2期）（ - 2005年、6代目オープニングアニメーション作画監督）

1987年
- エスパー魔美（ - 1989年、原画）

1991年
- ちびまる子ちゃん（ - 1992年、作画監督）

1993年
- 忍たま乱太郎（ - 2025年、キャラクターデザイン〈第1期 - 第21期〉・作画監督・原画・絵コンテ・演出）

1994年
- カラオケ戦士マイク次郎（ - 1995年、作画監督）

1996年
- イーハトーブ幻想〜KENjIの春（ペンシルアニメーション）
- YAT安心!宇宙旅行（ - 1997年、絵コンテ・演出・作画監督・原画）

1997年
- さくらももこ劇場 コジコジ（ - 1999年、原画）

1998年
- 新YAT安心!宇宙旅行（絵コンテ・演出・作画監督）
- プリンセスナイン 如月女子高野球部（作画監督）

1999年
- セラフィムコール（原画）

2000年
- とっとこハム太郎（ - 2006年、作画監督）

2002年
- 十二国記（ - 2003年、絵コンテ）

2003年
- ふたつのスピカ（ - 2004年、OP絵コンテ・演出　原画）

2004年
- かいけつゾロリ（絵コンテ・OP原画）
- 焼きたて!!ジャぱん（ - 2006年、原画）

2005年
- 野坂昭如戦争童話集 僕の防空壕（作画監督補佐・原画）
- 絶対少年（OP絵コンテ・演出、原画）

2006年
- くじびき♥アンバランス（作画監督）

2009年
- 犬夜叉 完結編（作画監督）

2012年
- 宇宙兄弟（ - 2014年、原画）

2013年
- IS〈インフィニット・ストラトス〉2（原画）
- DD北斗の拳（ED絵コンテ・ED演出・ED原画）

2014年
- 銀の匙 Silver Spoon（絵コンテ・作画監督）
- トライブクルクル（監督・絵コンテ・OP絵コンテ）

2015年
- 神様はじめました◎（絵コンテ）
- ブレイブビーツ（スーパーバイザー）

2016年
- 終末のイゼッタ（監督）

2018年
- 新幹線変形ロボ シンカリオン（原画）

2020年
- もっと!まじめにふまじめ かいけつゾロリ（ストーリー監修）

2021年
- 怪物事変（監督・絵コンテ）

2023年
- REVENGER（監督・コンテ）

### 劇場アニメ
1990年
- ちびまる子ちゃん（原画）

1992年
- ちびまる子ちゃん わたしの好きな歌（作画・エンディングアニメーション）

1996年
- 映画 忍たま乱太郎（作画監督）

1997年
- どんぐりの家（作画監督）
- ドラえもん のび太のねじ巻き都市冒険記（原画）

1998年
- 劇場版ポケットモンスター ミュウツーの逆襲（作画監督・原画）
- ドラえもん のび太の南海大冒険（原画）

1999年
- ドラえもん のび太の宇宙漂流記（OP絵コンテ・演出・作画監督）

2000年
- ドラえもん のび太の太陽王伝説（OP絵コンテ・演出・作画監督）

2001年
- ドラえもん のび太と翼の勇者たち（イカロスレース絵コンテ）
- 犬夜叉 時代を越える想い（作画監督）

2002年
- とっとこハム太郎 ハムハムハムージャ！幻のプリンセス（作画監督）
- ドラえもん のび太とロボット王国（絵コンテ）

2003年
- ドラえもん のび太とふしぎ風使い（作画監督／OP絵コンテ・演出・作画監督）

2004年
- ドラえもん のび太のワンニャン時空伝（絵コンテ・演出・作画監督）
- 犬夜叉 紅蓮の蓬莱島（演出・作画監督）

2006年
- まじめにふまじめ かいけつゾロリ なぞのお宝大さくせん（絵コンテ・作画監督）

2007年
- オシャレ魔女♥ラブandベリー しあわせのまほう（原画）

2010年
- おまえ うまそうだな（監督）

2011年
- 劇場版アニメ 忍たま乱太郎 忍術学園 全員出動!の段（監督・キャラクターデザイン・絵コンテ）

2012年
- マジック・ツリーハウス（原画）
- 映画 かいけつゾロリ だ・だ・だ・だいぼうけん!（第一原画）
- 劇場版 FAIRY TAIL 鳳凰の巫女（監督）

2014年
- クレヨンしんちゃん ガチンコ!逆襲のロボとーちゃん（作画監督）

2017年
- クレヨンしんちゃん 襲来!!宇宙人シリリ（原画）
- 映画 かいけつゾロリ ZZのひみつ（監督）

2018年
- クレヨンしんちゃん 爆盛!カンフーボーイズ～拉麺大乱～（原画）

2019年
- ぼくらの7日間戦争（絵コンテ・原画）

2024年
- 劇場版 忍たま乱太郎 ドクタケ忍者隊最強の軍師（監督・絵コンテ・原画）

### OVA
- アニメ落語館（作画）
- Spirit of Wonder チャイナさんの憂鬱（原画）
- Spirit of Wonder チャイナさん短編集（監督・脚本・絵コンテ・キャラクターデザイン・作画監督）
- がきデカ（1989年、原画）
- 秘境探検ファム&イーリー（1995年、原画）
- ガラスの仮面 千の仮面を持つ少女（1998年 - 1999年、作画監督）
- ヨコハマ買い出し紀行 -Quiet Country Cafe-（2002年-2003年、場面設計・原画）
- ナースウィッチ小麦ちゃんマジカルて（2002年 - 2004年、原画）